# 瞞天過海
瞞天過海（まんてんかかい）とは、中国の兵法書に挙げられる兵法の一つで、「天を瞞きて海を過る」と訓読し、何食わない顔で敵を騙す兵法・計略を指す。また、三国志14の太史慈の必殺技でもある。
唐の張士貴が、高句麗遠征（唐の高句麗出兵）の際、第二代皇帝・太宗が海を恐れて乗船を拒んだのに対して、船に土を盛り陸上の屋敷のように仕立てて、天子（皇帝）を欺いて乗船させ、海を渡らせたという故事にちなむ。

## 兵法書『兵法三十六』の記述
中国の兵法書『兵法三十六計』では、その第一計に挙げられ、「備え周ければ則ち意怠り、常に見れば則ち疑わず。陰は陽の内に在りて、陽の対には在らず。太陽、太陰なり。」（備周則意怠、常見則不疑。陰在陽之内、不在陽之對。太陽、太陰。）と規定されている。つまり「（人の性質として）準備が周到に整えば（かえって）油断が生まれ、常に目にする事柄には疑いを持たなくなる（これを利用して敵を騙すのである）。陰は、陽の中にこそ存在するのであり、陽の正反対にあるのではない。太陽・月の関係と同じである」という意味である。
何度も繰り返して、または日常的に、見せかけで物事を行い、敵がその行ないを見慣れて警戒心を懐かなくなるようにし、敵の油断を招く偽装作戦である。

## 具体例
中国の三国時代、孫権に仕えた太史慈は若い頃、黄巾党の軍に囲まれた孔融を助けて援軍を呼びに行くことになったが、黄巾軍の囲みが強く突破できないでいた。そこで、自ら弓を持ち、的を持った数騎の兵とともに城外に出て矢を射る稽古を始め、弓の稽古が終わるとすぐ城内に戻った。初めは警戒した黄巾軍だが、太史慈が数日重ねて同じことをするので、やがて疑いを持たなくなった。こうして、敵の警戒心が薄れた頃、太史慈は、城を出て囲みを突破した。